# تکارفارین
تکارفارین (انگلیسی: Tecarfarin) یک آنتاگونیست ویتامین K است که برای استفاده به عنوان یک ضد انعقاد در دست توسعه است.